# Paul Simon (chanteur)
Pour les articles homonymes, voir Paul Simon et Simon.
Paul Simon (né le 13 octobre 1941 à Newark, dans le New Jersey), est un auteur-compositeur-interprète et musicien américain. Il forme d'abord un duo avec Art Garfunkel (Simon and Garfunkel), puis continue une carrière soliste.

## Biographie

### Jeunesse
Paul Frederick Simon naît le 13 octobre 1941 à Newark, dans le New Jersey. Il est le fils d'une professeure d'anglais et d'un musicien professionnel, tous deux américains juifs d'origine hongroise de la première génération.

### Carrière
Paul Simon est d'abord connu pour sa collaboration avec Art Garfunkel. Ils se rencontrent à l'école dans leur quartier de Forest Hills dans l’arrondissement de Queens à New York. À la fin des années 1950, ils forment un duo, le groupe Tom and Jerry, qui obtient un premier succès avec la chanson Hey Schoolgirl. Vient ensuite le duo Simon and Garfunkel, formation pop aux influences folk qui enregistre plusieurs albums importants entre 1964 et 1970, dont des succès comme Sounds of Silence (1966) et Bridge over Troubled Water (1970). Le duo enregistre également la bande originale du film Le Lauréat (The Graduate), réalisé en 1967 par Mike Nichols avec Dustin Hoffman, de laquelle est tiré le titre Mrs. Robinson.
Après sa séparation avec Art Garfunkel en 1970, Paul Simon écrit et enregistre un album solo intitulé Paul Simon en 1972. Ce n'est pas un coup d'essai, puisque bien des années auparavant, en 1965, il réalise un premier album en Angleterre, The Paul Simon Song Book. Il continue de composer durant les années 1970.
Le duo Simon and Garfunkel se reforme pour le concert mythique de Central Park à New York le 19 septembre 1981. Il sort en 1986 Graceland, en solo, pour lequel il obtient un Grammy Award. L'album s'écoule à plus de seize millions d'exemplaires.
En 2003, il rejoint Arthur Garfunkel une nouvelle fois pour une tournée américaine suivie d'une tournée internationale en 2004 (Amérique du Nord et Europe) et 2009 (Australie et Nouvelle-Zélande).
Simon chante sa chanson Mrs. Robinson au Yankee Stadium le 25 avril 1999 en hommage à Joe DiMaggio, décédé le mois précédent. Le 11 septembre 2011, il chante The Sound of Silence lors de la commémoration des attentats du 11 septembre 2001.
En février 2014, il entame une tournée mondiale, The On Stage Together Tour, en compagnie du chanteur/bassiste Sting. Cette tournée s'achève en avril 2015.
En 2023, Paul Simon annonce qu’il est devenu malentendant, « presque totalement sourd ». Il enregistre l'album Seven Psalms après avoir perdu l'usage de l’ouïe de son oreille gauche. « Tout est devenu plus difficile. J'ai réagi par la frustration et l'agacement » reconnaît-il.

## Vie personnelle
Il se marie tout d'abord avec Peggy Harper avec qui il a un fils, Harper Simon en 1972. Ce dernier fait aussi carrière dans la musique.
En août 1983, Paul Simon épouse Carrie Fisher (1956-2016), actrice connue pour son rôle de la princesse Leia Organa dans la première et la troisième trilogie Star Wars. Ils se séparent en juillet 1984.
En 1992, Paul Simon épouse Edie Brickell, avec qui il a trois enfants.

## Discographie

### Albums studio
- 1965 : The Paul Simon Song Book
- 1972 : Paul Simon
- 1973 : There Goes Rhymin' Simon

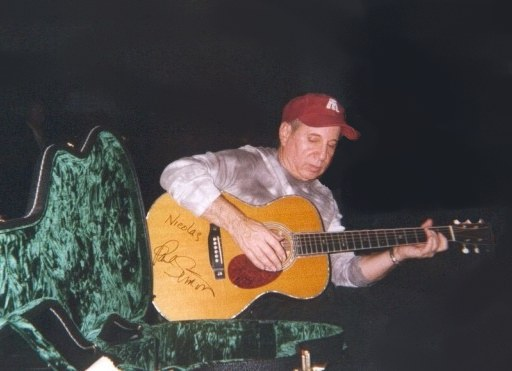
Paul Simon à l'Olympia (Paris) pendant le tournage de la vidéo You're The One in Concert, octobre 2000

- 1974 : Paul Simon in Concert: Live Rhymin' (en public)
- 1975 : Still Crazy After All These Years
- 1977 : Greatest Hits, Etc. (en) (compilation)
- 1980 : One Trick Pony (en)
- 1983 : Hearts and Bones
- 1986 : Graceland
- 1988 : Negotiations and Love Songs (1971-1986) (compilation)
- 1990 : The Rhythm of the Saints
- 1991 : Paul Simon's Concert in the Park, August 15, 1991 (album live)
- 1993 : The Paul Simon Anthology (compilation)
- 1997 : Songs from The Capeman
- 2000 : You're the One
- 2006 : Surprise
- 2007 : The Essential Paul Simon (compilation)
- 2007 : Paul Simon And Friends: The Library of Congress Gershwin Prize for Popular Song (DVD d'un concert enregistré en 2007)
- 2011 : So Beautiful or So What
- 2011 : Songwriter (compilation)
- 2013 : Over the Bridge of Time: A Paul Simon Retrospective (1964-2011) (compilation)
- 2015 : The Ultimate Collection (compilation)
- 2016 : Stranger To Stranger[8]
- 2018 : In the Blue Light
- 2023 : Seven Psalms[9]

### Simon and Garfunkel
- 1964 : Wednesday Morning, 3 A.M.
- 1966 : Sounds of Silence

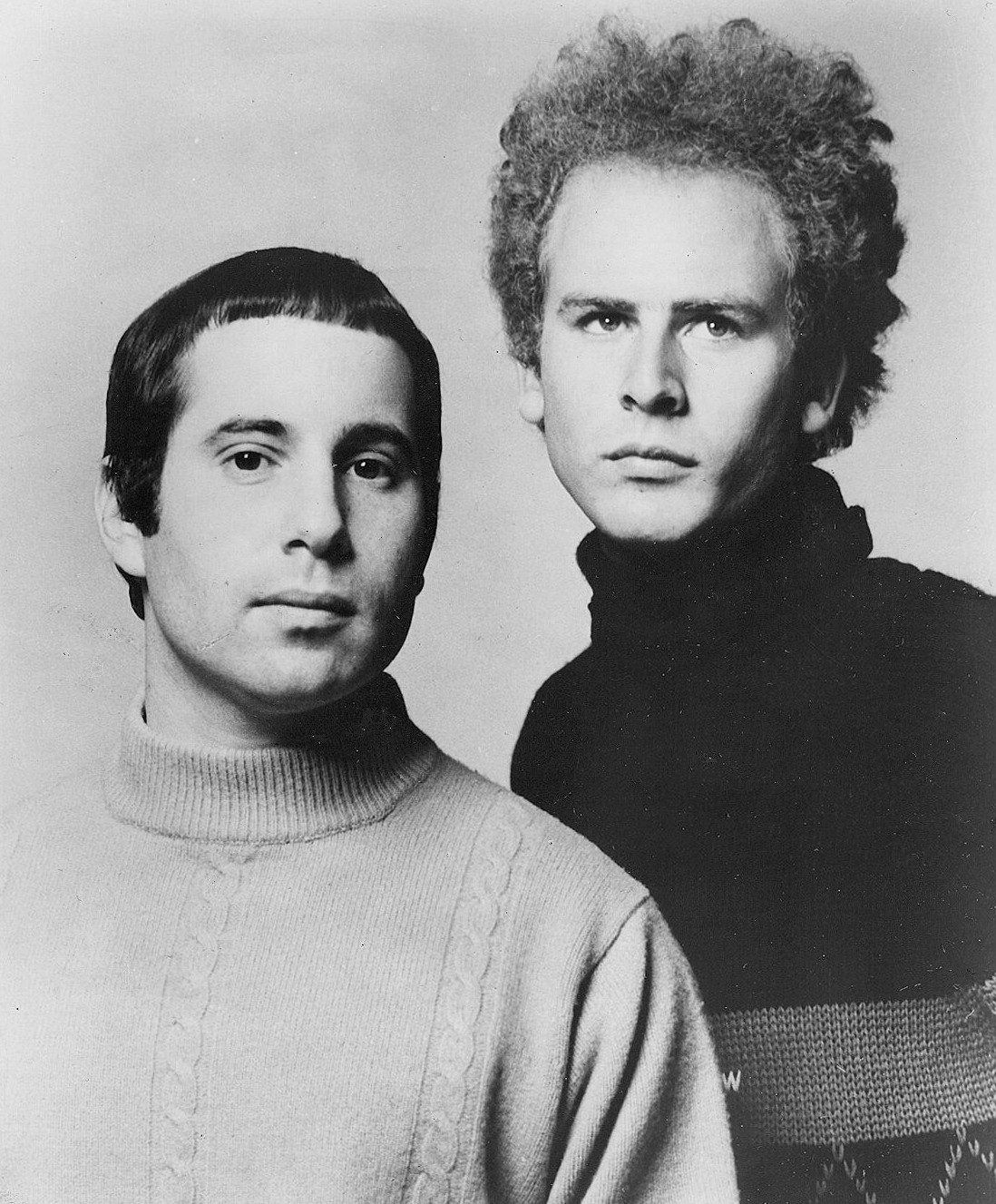
Simon and Garfunkel en 1968.

- 1966 : Parsley, Sage, Rosemary and Thyme
- 1968 : The Graduate
- 1968 : Bookends
- 1970 : Bridge over Troubled Water
- 1972 : Simon and Garfunkel's Greatest Hits
- 1982 : The Concert in Central Park
- 2002 : Live from New York City, 1967
- 2004 : Old Friends: Live on Stage

### Participations
- En 1985, il rejoint USA for Africa et chante We Are the World aux côtés de Kenny Rogers et dans la chorale.
- En 2005, il chante I Do It for Your Love sur l'album Possibilities d'Herbie Hancock
- En 2007, il chante Late In The Evening/Tarde En La Noche sur l'album United We Swing du groupe de salsa Spanish Harlem Orchestra.
- En 2011, il chante Sound of silence lors de la commémoration des attentats du 11 septembre 2001

## Filmographie
Sauf indication contraire, les informations mentionnées dans cette section peuvent être confirmées par la base de données cinématographiques IMDb,  présente dans la section « Liens externes ».

### Compositeur
- 1967 : Le Lauréat (The Graduate) de Mike Nichols - chansons (avec Art Garfunkel)
- 1975 : Shampoo de Hal Ashby
- 1980 : One-Trick Pony de Robert Milton Young
- 1985 : The Statue of Liberty  (documentaire) de Ken Burns

### Acteur
- 1977 : Annie Hall de Woody Allen : Tony Lacey
- 1980 : One-Trick Pony de Robert Milton Young : Jonah
- 2014 : Henry & Me (en) (film d'animation) de Barrett Esposito : Thurmon Munson (voix)

### Scénariste
- 1980 : One-Trick Pony de Robert Milton Young

## Publication
- (en) Art Garfunkel. What Is It All But Luminous. Notes from an Underground Man. Alfred A. Knopf, New York, 2017.  (ISBN 9780385352475)